# Dharmavaram
Dharmavaram, en hindi : धर्मावरम, télougou : ధర్మవరం, est une ville du district d'Anantapur, dans l'État de l'Andhra Pradesh, en Inde. Selon le recensement de l'Inde de 2011, elle compte une population de 121 874 habitants. La ville est connue pour ses saris en soie fabriqués à la main. Elle est réputée pour ses industries de tissage du coton et de la soie et pour ses marionnettes en cuir. Elle est appelée la ville de la soie de l'Andhra Pradesh. 

## Étymologie
Le réservoir de Dharmavaram a été construit par Kriyasakthi Odeyar. Le nom de la ville est dérivé du nom de sa mère, Dharmamba.